# 藪重夫
藪 重夫（やぶ しげお、1925年6月30日 - 2008年2月17日）は、日本の法学者・弁護士。北海道大学名誉教授、元学校法人北海学園理事。
専門は民法。京都市生まれ。

## 略歴

### 学歴
- 1942年（昭和17年）3月　北海道庁立札幌第一中学校第四学年修了
- 1945年（昭和20年）3月　東京高等学校文科乙類卒業
- 1945年（昭和20年）4月 北海道帝国大学医学部入学
- 1947年（昭和22年） 6月　北海道帝国大学法文学部法律学科転入学
- 1950年（昭和25年）3月 北海道大学法文学部法律学科卒業
- 1950年（昭和25年）11月 司法試験第二次試験合格
- 1952年（昭和27年）4月 北海道大学大学院特別研究生（指導教授は小林巳智次）[1]

### 職歴
- 1945年（昭和20年）7月 旭川師管区歩兵第一補充隊入営
- 1945年（昭和20年）8月 樺太にて終戦　シベリア抑留
- 1946年（昭和21年）12月 佐世保港上陸　復員
- 1950年（昭和25年）9月 北海道事務吏員
- 1955年（昭和30年）4月 北海道大学法学部助手
- 1955年（昭和30年）6月 東京大学にて文部省内地研究員（指導教授は我妻栄）
- 1956年（昭和31年） 北海道学芸大学札幌分校非常勤講師
- 1957年（昭和32年）10月 北海道大学法学部助教授
- 1962年（昭和37年）6月 北海道大学法学部教授
- 1969年（昭和44年）12月 北海道大学法学部長・大学院法学研究科長（1971年12月まで）
- 1981年（昭和56年）1月 北海道大学教養部長（1984年12月まで）
- 1989年（平成元年）3月 北海道大学停年退官
- 1989年（平成元年）4月 北海道大学名誉教授　学校法人北海学園理事（2008年まで）[1]
- 1991年（平成3年）2月 北海学園大学法学部教授
- 1995年（平成6年） 北海学園大学定年退職[2]

#### 学外における役職
- 1966年1月　北海道収用委員会委員（1969年1月まで）
- 1968年8月　北海道地方労働委員会公益委員（1970年8月まで）
- 1970年1月　北海道建設工事紛争審査会委員
- 1974年6月　札幌市長期総合計画審議会委員
- 1975年6月　札幌市日照関係調整委員（1987年6月まで）
- 1975年7月　札幌市住居環境審議会委員（1979年5月まで）
- 1975年10月　北海道総合開発委員会委員
- 1975年12月　北海道消費者苦情処理委員会委員（1988年5月まで）
- 1976年4月　札幌地方裁判所民事調停委員（1978年3月まで）
- 1985年5月　札幌市行政改革懇談会委員（1986年5月まで）
- 1986年11月　札幌市情報公開懇談会会長（1987年10月まで）
- 1987年7月　札幌市中高層建築物等紛争調整委員[1]

## 研究分野
主に、民法の財産法全般であるが、家族法の一分野である親族法も研究対象としており、実務家からの視点の論稿を幾つも出している。

## エピソード
北海学園大学法学部教授退任後は、後進育成のために、北海学園大学付属図書館に所有図書を寄贈している。

## 受賞歴
- 建設大臣表彰（1991年）
- 勲二等瑞宝章（2003年）

## 著書
- 『民法演習2　物権』（共著、有斐閣、1958年）
- 『民法　総合判例研究業書12』（共著、有斐閣、1959年）
- 『民法例題解説1　総則・物権』（共著、有斐閣、1959年）
- 『契約法体系Ⅰ 契約総論』（共著、有斐閣、1962年）
- 『新民法演習4　債権各論』（共著、有斐閣、1968年）
- 『遺産分割の研究』（共著、判例タイムズ社、1973年）
- 『民法学6』（共著、有斐閣、1975年）

## 門下生
- 藤岡康宏 - 北海道大学名誉教授・早稲田大学名誉教授（直接の指導したわけではないが博士論文の副査を務めた）
- 稲葉佳江 - 札幌医科大学名誉教授、元旭川医科大学医学部教授、元札幌保健医療大学学長
- 小林資郎 - 北海学園大学名誉教授
- 半田正夫 - 元学校法人青山学院理事長